# Yuriko Tiger
Yuriko Tiger (ユリコタイガー?), pseudonimo di Eleonora Aureliana Guglielmi (Savona, 5 luglio 1993), è una modella e cosplayer italiana.
Considerata la cosplayer italiana più nota in Giappone, Guglielmi è stata una delle prime cosplayer ufficiali non giapponesi a posare sul suolo nipponico per diversi franchise. Yuriko significa "bambina del giglio" ed è ispirato ad un personaggio del videogioco Bloody Roar, mentre Tiger, oltre a significare "tigre" in inglese, è un riferimento a Taiga, personaggio di Toradora!, serie di light novel.

## Biografia
Nata a Savona il 5 luglio 1993, Eleonora Guglielmi ha studiato all'accademia d'arte di Imperia e lavorato nel panificio del padre e in un negozio di videogiochi. Nel giugno del 2013 si è trasferita a Tokyo nella speranza di diventare una idol e di fare della sua passione per la cultura otaku, coltivata sin da quando aveva dieci anni, un lavoro.
Giunta sul suolo nipponico ha studiato giapponese per un anno. In seguito ha lavorato come inviata per televisioni, giornali e siti web italiani ed europei. In questo periodo ha firmato un contratto per una agenzia, la Dream Networks, e ha ottenuto il suo primo lavoro in Giappone: un servizio per Weekly Playboy. Nel 2014 ha acquisito molta notorietà quando è stata intervistata dalla troupe del programma Why Did You Come to Japan? (YOUは何しに日本へ??) presso l'aeroporto di Narita dopo un viaggio di ritorno dall'Italia. In seguito alla messa in onda di quella puntata, "Yuriko Tiger" è stata la parola più cercata su Yahoo! Japan. La popolarità ottenuta le ha permesso di diventare una tarento. Inoltre ha doppiato il personaggio di Alfa Romeo Giulietta nel videogioco Syanago Collection ed è comparsa in una pubblicità della Toyota. Nel 2015 la cosplayer ha inaugurato una breve attività di cantante con il singolo Yuri Yuri kakumei (lett. "La rivoluzione di Yuri Yuri").

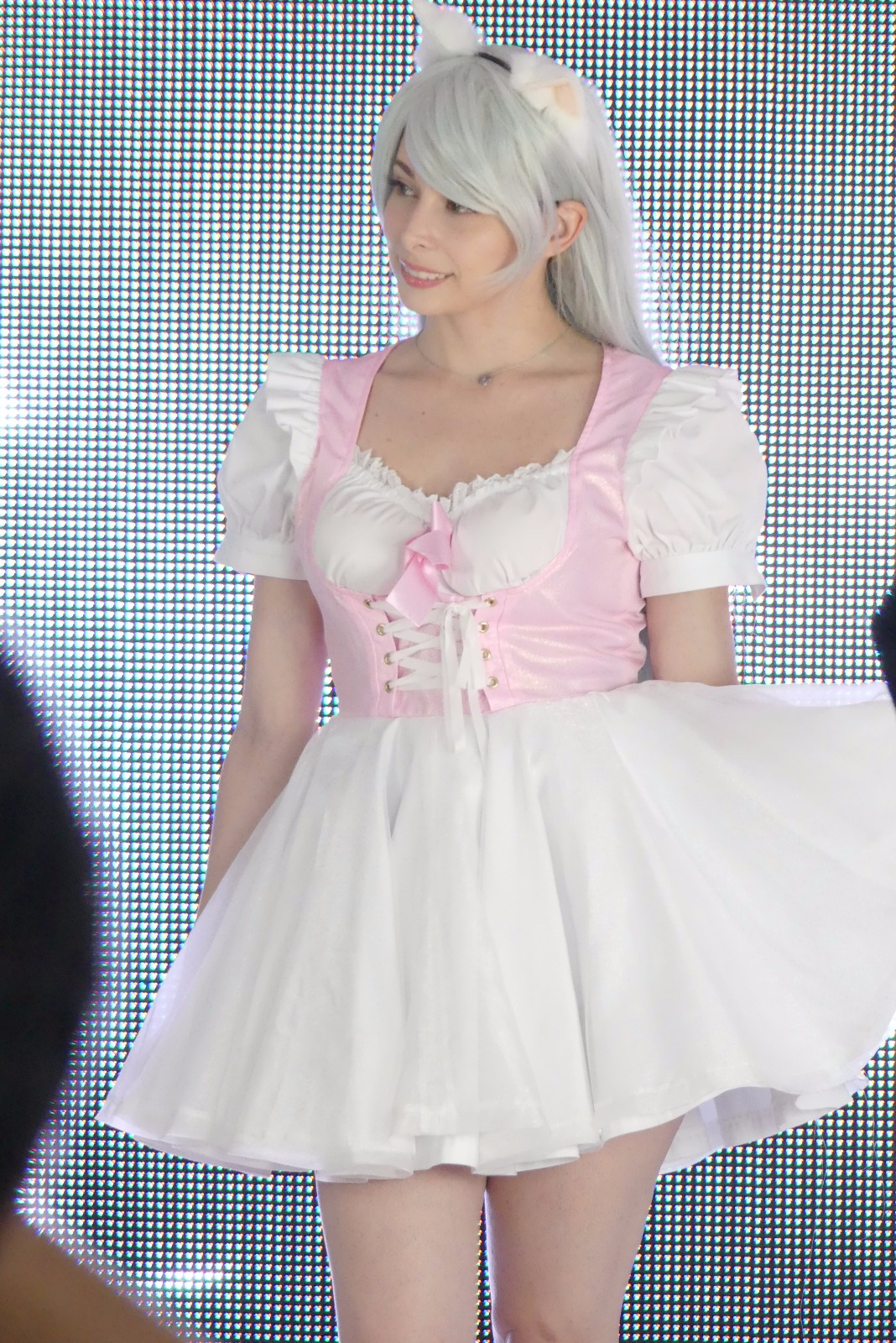
Yuriko Tiger in costume durante un evento a Osaka nel 2017

Yuriko Tiger è anche una delle prime persone non giapponesi ad aver rivestito il ruolo di cosplayer ufficiale per diversi franchise sul suolo nipponico: prima della sua uscita, avvenuta nel 2015, è stata promoter del videogame Tekken 7 e, a incarico terminato, ha continuato a presenziare a diversi tornei del gioco; nel 2016, con l'uscita del film Suicide Squad, è divenuta una delle cosplayer ufficiali di Harley Quinn in Giappone; nel 2017 interpretò Wonder Woman per pubblicizzare Justice League; nel 2018 vestì i panni di Haruko Haruhara e Ivy Valentine per promuovere la serie FLCL e il videogioco Soulcalibur VI.
Tra il 2016 e il 2017 ha gestito un suo programma radiofonico, Cool Japan taiketsu!. Nel 2017 ha recitato in un episodio del dorama Kin No Tono e in uno di Prison Hotel. Nello stesso anno ha preso parte al progetto Samurai Apartment Love's Yuriko Tiger, pubblicando il singolo Haruka. Non essendo intenzionata a diventare una gravure idol (idol che posano in intimo), ha lasciato la Dream Networks e ha firmato per la Twin Planet Entertainment.
Il 21 maggio del 2018 è stata intervistata all'interno del programma Pinocchio, in onda su Radio Deejay. Nel giugno del 2022 le è stato dedicato un servizio del programma televisivo L'Italia con voi. Nell'ottobre del 2022 è passata ad una nuova agenzia, la Meteora st.
Nel 2023 Yuriko Tiger è stata scelta come testimonial di Grendizer U, remake di UFO Robot Goldrake.

## Vita privata
Yuriko Tiger vive a Tokyo, dove ha un piccolo appartamento. Nel 2020 si è dichiarata bisessuale.

## Filmografia
- Kin No Tono (金の殿?) – serial TV, ep. 1x03 (2017)
- Prison Hotel (プリズンホテル?) – serial TV, 1 episodio (2017)

## Doppiaggio
- Alfa Romeo Giulietta (アルファ ロメオ ジュリエッタ?, Arufa Romeo Giurietta) in Syanago Collection (車なごコレクション?, Shanago korekushon), 2014[20]

## Radio
- Cool Japan taiketsu! (クールジャパン対決?) – Yamagata Broadcasting e Nishinippon Broadcasting (2016-2017)

## Discografia

### Singoli
- 2015 – Yuri Yuri kakumei (ユリユリ革命?)
- 2017 – Haruka (come Samurai Apartment Love's Yuriko Tiger)[21]